# Khỉ đuôi dài Nicobar
Khỉ đuôi dài Nicobar (Danh pháp khoa học: Macaca fascicularis umbrosa) thường được gọi là khỉ Nicobar là một phân loài của khỉ ăn cua (Macaca fascicularis), chúng là loài đặc hữu của quần đảo Nicobar ở vịnh Bengal thuộc Ấn Độ. Loài linh trưởng này được tìm thấy trên ba của quần đảo Nicobar Nicobar, Little Nicobar và khu vực quần xã sinh vật Katchal-in bao gồm rừng lá rộng ẩm nhiệt đới và rừng cận nhiệt đới.

## Đặc điểm
Khỉ đuôi dài Nicobar bề ngoài có bộ lông màu nâu xám theo hướng đen, với sắc màu nhẹ vào mặt dưới của nó. Mặt của nó là màu hồng nâu, với những đốm màu trắng trên mí mắt của nó. Khỉ con được sinh ra với một lớp phủ màu tối và trở nên sáng khi chúng trưởng thành, xảy ra vào khoảng một năm tuổi. Thời kỳ mang thai của con cái là tháng năm, con đực trưởng thành lớn hơn con cái gấp rưỡi, và có thể đo lên đến 64 cm (2 ft) chiều cao và cân nặng lên tới 8 kg (18 lb).
Con đực cũng có cắp răng nanh lớn hơn so với con cái. Đuôi dài hơn chiều cao từ đầu đến mông. Giống như những con khỉ khác giống khỉ này chúng có túi má, trong đó nó có thể lưu trữ thức ăn tạm thời, và vận chuyển nó ra khỏi nơi tìm kiếm thức ăn để ăn trong nơi trú ẩn an toàn và từ từ thưởng thức. Trong điều kiện nuôi nhốt nó có thể có tuổi thọ lên đến xấp xỉ ba mươi năm, tuy nhiên trong tự nhiên tuổi thọ như thế này là ngắn hơn nhiều.

## Tập tính
môi trường sống ưa thích của chúng bao gồm rừng ngập mặn, rừng ven biển khác và môi trường ven sông; Tuy nhiên nó cũng được tìm thấy trong các khu rừng nội địa ở độ cao lên tới 600 m (2.000 ft) trên mực nước biển Điểm cao nhất trong Nicobars, Mount Thullier trên Great Nicobar, là một 642 mét (2.106 ft). Đặc biệt, các khu vực rừng cây của sp. Pandanus được ưa chuộng. Có những nhóm của những con khỉ sống trong một vùng ven biển có xu hướng hướng tới một sự tồn tại trên mặt đất nhiều hơn và tốn ít thời gian sống trên cây hơn so với các quần thể sống trên cây hơn các khu rừng nội địa. Mỗi nhóm có một lãnh thổ được ưu đãi, ưu tiên gần một nguồn nước, qua đó chúng đi lang thang; lãnh thổ này đo lường số 1,25 km vuông (310 mẫu Anh) 

## Hành vi
Khỉ Nicobar là một loài ăn hoa quả (frugivore), với chế độ ăn uống chủ yếu của nó bao gồm các loại trái cây và các loại hạt. Chung với khỉ cua ăn khác nó quay sang các nguồn khác của thực phẩm thường trong mùa-khi nhiệt đới mưa khô và đầu các loại trái cây ưa thích là không có, chế độ ăn uống thay thế này bao gồm các lá non, côn trùng, hoa, hạt, vỏ cây; nó cũng được biết là ăn cua nhỏ, ếch và các sinh vật khác kiếm được từ bờ biển và rừng ngập mặn khi tìm kiếm thức ăn trong các môi trường. Khỉ Macaque mà sống ở các khu vực gần các khu định cư của con người và các trang trại thường xuyên đột kích các vùng đất canh tác cho thực phẩm, và thậm chí nhà ở vào trong tìm kiếm của đồ ăn khi không nản lòng bởi sự hiện diện của con người.
Giống như tất cả các loài linh trưởng, chúng nó là một động vật xã hội, và dành một lượng thời gian tương tác và chải chuốt với các thành viên khác trong nhóm. Nó thường dành thòi gian để ăn uống vào buổi sáng, nghỉ ngơi trong nhóm trong suốt thời gian buổi trưa và sau đó là một giai đoạn tiếp theo của tìm kiếm thức ăn vào đầu buổi tối trước khi trở về cây đúng địa điểm để ngủ qua đêm. Nó di chuyển trên mặt đất cũng như trong các tán cây, và nó có khả năng nhảy khoảng cách lên đến 5 mét (16 ft) từ cây này sang cây khác. Giống như khỉ đuôi dài khác, nó cũng là một động viên bơi lội thành thạo và có thể sử dụng khả năng này khi bị đe dọa để tránh kẻ thù sống trên cây hoặc trên mặt đất. 

## Phân bố
Quần đảo Nicobar, ba trong số đó-Nicobar, Little Nicobar và Katchal Island cung cấp môi trường sống tự nhiên cho những con khỉ. Một nghiên cứu năm 2003 đã xác định một số 788 nhóm của phân loài này trong tự nhiên trên ba hòn đảo, trong các kích cỡ nhóm trung bình 36 cá thể, mặc dù các nhóm lên đến 56 được ghi nhận. Các nhóm này bao gồm nhiều con đực và con cái, cùng với con chưa trưởng thành của chúng. Con cái trưởng thành trong một nhóm đông hơn các con đực trưởng thành với tỷ lệ khoảng 4: 1, với tỷ lệ khỉ nhỏ chưa trưởng thành để con cái trưởng thành là gần bằng nhau, biểu hiện của một sự bổ sung mạnh khỏe.
Ngoài các quần thể trong tự nhiên, chỉ có một nhóm duy nhất (tính đến 2002) của một số 17 cá thể được tổ chức tại một vườn thú Ấn Độ cho mục đích sinh sản nuôi nhốt và nghiên cứu.
Quần thể của loài này được đặc biệt chú ý trong khu dự trữ sinh quyển lớn Nicobar, và hai công viên quốc gia thành phần của Ấn Độ, Vườn quốc gia Campbell Bay và Vườn Quốc gia Galathea. Mặc dù các khu vực được bảo vệ khu vực, và các động vật được phân loại như một con vật Chương trình I dưới 1.972 động vật hoang dã của Ấn Độ, nhưng việc lấn chiếm ngày càng tăng của các khu định cư và đất nông nghiệp trong khu vực tiếp giáp của phần đông nam của hòn đảo này đã dẫn đến một số vấn đề với các cư dân địa phương. Những nhóm khỉ Nicobar khỉ đuôi dài đã được báo cáo là gây thiệt hại mùa màng của người định cư, và một vài con khỉ đã bị giết bất hợp pháp. Đặc biệt, đôi khi chúng bị săn bắt hoặc bị mắc kẹt để bảo vệ vườn dừa.
Khỉ Nicobar đã từ lâu bị săn bắt để sinh sống của các dân tộc bản địa Shompen của Nicobar, mặc dù bọn chúng không tạo thành một phần quan trọng của chế độ ăn uống của họ. Như với các loài linh trưởng khác có môi trường sống trùng với hoặc bị xâm hại bởi các hoạt động định cư của con người, có một số nguy cơ của việc lây nhiễm bệnh từ động vật sang cho các cá thể những người tiếp xúc gần gũi với chúng. Một nghiên cứu vào năm 1984 đã xác định được sự nhạy cảm với ký sinh trùng sốt rét. 